# Троицкий, Николай Васильевич
Николай Васильевич Троицкий (1897, Москва — 1948) — российский и советский футболист, правый полусредний нападающий (инсайд), футбольный тренер.

## Биография
Родился в 1897 году в Москве в семье священнослужителя и ученого-архивиста Василия Ивановича Троицкого и Антонины Петровны Троицкой (в девичестве — Богословской), также вышедшей из семьи церковных служителей. Был шестым ребёнком в семье из девяти детей. Учился в Московской духовной семинарии (окончил её в 1915 году в звании кандидата богословия с причислением по второму разряду), за футбольную команду которой выступал в юношеские годы.

### Клубная карьера

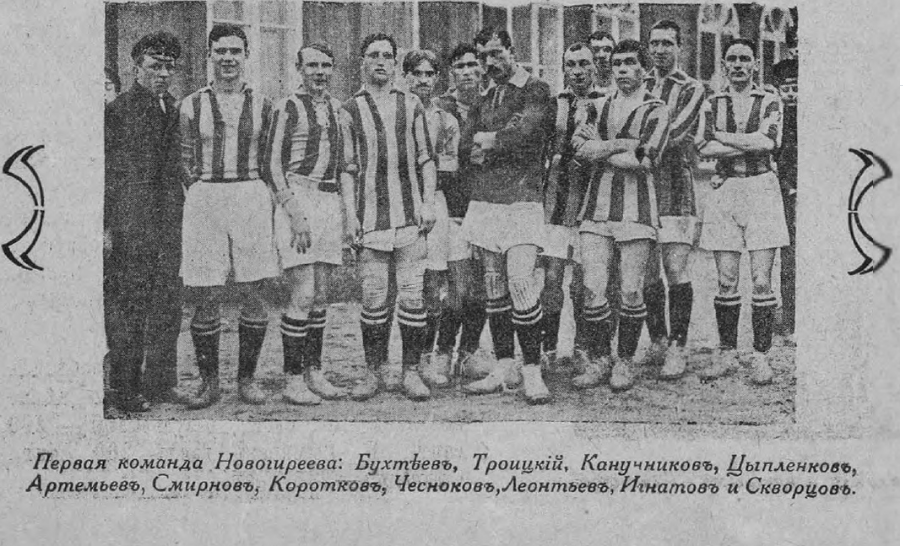
«Новогиреево» весна 1917: Николай Троицкий третий слева

Взрослую карьеру футболиста начал в 1915 году в клубе «Унион». Был одним из самых техничных футболистов столицы, в игре демонстрировал остроумные трюки и мощные и точные удары по воротам из любых положений, забивал много голов. Отличался также резким стартовым рывком, и, что нечасто свойственно скоростным техничным футболистам, хорошей работоспособностью, функциональной выносливостью и умением вести силовую борьбу (порой за гранью фола — был вспыльчив, нередко позволял себе грубость по отношению к соперникам и арбитрам).
С 1916 года выступал в легендарном клубе «Новогиреево», где вместе с другим известным футболистом Павлом Канунниковым был одним из лучших бомбардиров. С этим клубом выиграл осенью 1917 года Кубок Фульда (чемпионат Московской футбольной лиги), после окончания которого новогиреевцами были одержаны победы в товарищеских матчах над сборными Петрограда (2:0 с голами Троицкого), Москвы (4:1 с хет-триком Троицкого) и одним из лучших клубов Петрограда — «Меркуром» (2:1, оба мяча забил Троицкий). Эту команду и её успехи болельщики помнили и спустя десятилетия.
После распада «Новогиреево» в конце 1918 года перешел (как и большинство других игроков) в КФ «Сокольники», в котором выступал четыре сезона, став двукратным победителем и трехкратным призёром чемпионата Москвы, был признанным лидером команды. Однако в сезоне 1922 (осень) подвел клуб, затеяв в матче первенства столицы драку на футбольном поле со своим оппонентом (Всеволодом Кузнецовым из СК «Замоскворечье»), за что его команда была исключена из турнира.
После закрытия в конце 1922 года новой советской властью так называемых «буржуазных» клубов и лиги, перешел практически со всеми своими одноклубниками в новообразованный пролетарский клуб «Динамо»; в его дебютном сезоне 1923 года был, наряду с ещё одним известным футболистом, Василием Житаревым, лидером команды. В сезоне сыграл в 6 официальных матчах, забил 8 голов; 1 октября 1923 года стал автором первого хет-трика динамовцев в официальных встречах, поразив 6 раз (так называемый «гекса-трик») ворота команды 4 УППВ «Мамонтовка» в чемпионате Москвы. Вместе с тем отличался недисциплинированностью на поле и вне его, мог не явиться на игру команды, и по окончании сезона был вынужден покинуть клуб.
Следующим клубом Троицкого стал МСФК (известный до этого, как СК «Замоскворечье» и «Яхт-клуб Райкомвода») — один из лидеров отечественного футбола того времени, с легендарными Николаем Соколовым и Федором Селиным. Здесь Николай Троицкий выходил в основном составе не так часто, став, тем не менее, победителем первенства столицы 1924 (осень), и по окончании сезона также ушел из команды.
Далее два сезона Троицкий провел в клубе «Русскабель», в котором совершил очередную выходку, едва не стоившую ему преждевременного завершения карьеры: в матче первенства столицы 1926 года с клубом «Сахарники» после игры допустил рукоприкладство по отношению к судье, за что был дисквалифицирован пожизненно, а также, после разбирательства его дела в народном суде, получил уголовный срок (3 месяца заключения условно).
По этому поводу в газете «Красный Спорт» была помещена эпиграмма:
Ах, в жизни все имеет логику свою. 

И все подчинено законам однородным...

Попробуй-ка побить футбольного судью

Ответишь всё равно перед судьёй народным...
Через год Троицкий в память о былых заслугах был амнистирован, и стал выступать за ОРК. Своей игрой (хотя его команда и выступала в низшей группе первенства столицы) он вновь заслужил право выступать в составе сборной Москвы и стал одним из героев Всесоюзной Спартакиады 1928 года, забив решающий гол в финале турнира. 1929 год Троицкий провел в «Пролетарской кузнице», затем вернулся в ОРК (который теперь назывался «Пролетарий»), где окончательно завершил карьеру после новой годичной дисквалификации, наложенной на него за увод команды с поля после своего удаления в матче первенства столицы с «Динамо».

### Карьера в сборной Москвы

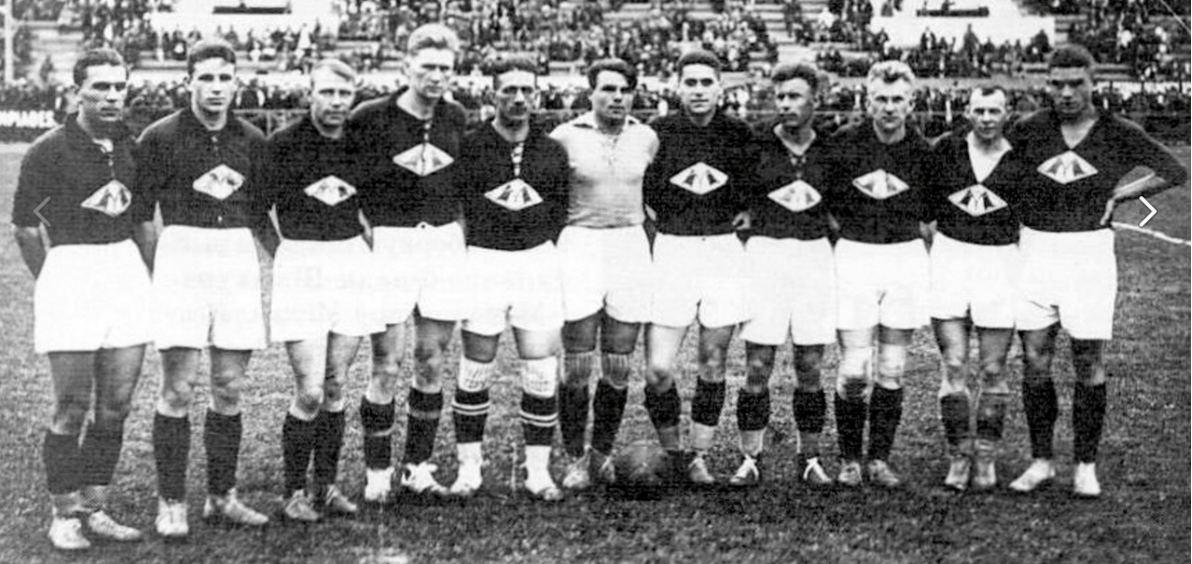
Николай Троицкий (третий слева) в сборной Москвы — победительнице Всесоюзной Спартакиады 1928

В сборной дебютировал в 1917 году в матче со сборной Петрограда.
В 1918 году был в составе команды, одержавшей самую крупную победу в истории противостояния столиц (9:1). В 1923 году стал победителем Чемпионата СССР для сборных команд городов (участвовал в четырёх матчах, включая финал, забил четыре гола); в 1924 — серебряным призёром Чемпионата РСФСР (хотя в двухматчевом финальном противостоянии со сборной Ленинграда не участвовал, проведя на турнире лишь одну встречу в полуфинале). После снятия дисквалификации был вновь привлечен в сборную, наряду с некоторыми другими ветеранами, тренером М.Роммом и руководителем секции МГСФК А.Зискиндом для участия во Всесоюзной Спартакиаде 1928 года. Был взят одним из запасных, но по ходу турнира сумел завоевать место в основном составе команды; в финальном матче со сборной Украины забил единственный решающий гол.
Последний матч провел в 1928 году с командой Днепропетровска во время турне сборной Москвы по югу страны, в котором одновременно являлся представителем команды (то есть тренером, капитаном и администратором в одном лице).
Всего в официальных матчах за сборную Москвы (1917—1928) провел 18 игр, забил 7 голов. Также известно об участии Н.Троицкого, по крайней мере, в 8 неофициальных встречах сборной Москвы и 3 забитых мячах.

### Жизнь после завершения карьеры игрока
Работал тренером в низовых (клубных) коллективах. В 1938 году, будучи тренером одной из команд ЗиСа, был арестован НКВД по сфабрикованному обвинению, после смещения и ареста наркома Ежова освобожден. Дальнейшая судьба неизвестна.
Умер в 1948 году.

## Достижения
- Чемпионат СССР
  -  1923, 1928
- Чемпионат РСФСР
  -  1928
  -  1924
- Чемпионат Москвы
  -  1917 (осень), 1919 (осень), 1921 (осень), 1924 (осень)
  -  1919 (весна), 1920 (осень)
  -  1918 (весна), 1920 (весна), 1921 (весна)
- В Списке 33 лучших футболистов сезона[19]
  -  1918, 1920
  -  1919, 1921, 1923, 1928

## Воспоминания и цитаты
Николай Петрович Старостин:
«Мое приобщение к организованному футболу состоялось в 1916–1917 годах. Началось все с посещения игр первенства города среди учебных заведений, в котором безуспешно участвовала команда коммерческого училища братьев Мансфельд, где я учился. Главный фаворит турнира – команда императорского коммерческого училища – из года в год сражалась за первое место с командой духовной семинарии, которую в народе запросто называли «попы». В ней выступали известные московские футболисты, сыновья священников: Николай Троицкий из клуба «Новогиреево» играл правого инсайда, являясь главной надеждой своих сокурсников, его однофамильцы братья Сергей и Алексей Троицкие из СКЗ (спортивный кружок Замоскворечья) составляли боевую линию нападения. «Попы» упорно рвались в чемпионы, но в итоге «императорцы» все-таки взяли верх при помощи своих асов, Павла Канунникова и Сергея Бухтеева, известных всей футбольной Москве.»
Николай Петрович Старостин:
«В начале двадцатых годов началась блестящая карьера правого инсайда сборной столицы новогиреевца Николая Троицкого. Она неожиданно была прервана из-за пожизненной дисквалификации за удар, который он нанес судье в раздевалке после окончания одного матча. Через несколько лет Троицкий был прощен, и это позволило ему сыграть один из последних своих матчей – за сборную Москвы против Украины в финале Первой спартакиады народов СССР 1928 года – и забить тот единственный гол, который принес столице звание чемпиона по футболу.»
Андрей Петрович Старостин:
«Самым старшим в команде был Николай Троицкий. Он выступал еще за команду «Новогиреево» на месте правого инсайда. Центровая тройка – Троицкий, Цыпленков, Канунников – считалась в Москве грозной силой. «Поп», – как нарекли его футболисты, по-видимому за фамилию, распространенную среди священнослужителей, – был приглашен Михаилом Давыдовичем Роммом в команду за опыт, мастерство и спортивную злость. Ой оправдал выбор тренера и чаяния московских любителей футбола.
Финальный матч москвичи выиграли со счетом 1:0. Решающий гол забил Николай Троицкий. Ветеран русского футбола поставил точку в последней главе своей большой футбольной карьеры. Он как бы передавал наказ дальнейшим поколениям земляков – бейте, не боясь промазать, будьте смелее в ударах по воротам! Гол он действительно забил лихо. Вот как написал об этом Михаил Давыдович Ромм, долго размышлявший, ставить или не ставить на игру ветерана Троицкого:
«…Получив мяч, заслуженный новогиреевец тряхнул стариной: не останавливаясь, прямо с ходу, почти без взмаха, всадил его возле самой стойки в ворота…»
А дядя Митя, привыкший к сопоставлениям из охотничьей жизни, участвуя в застольном обсуждении финального матча, коротко сказал:

– Молодец «Поп», как из штуцера саданул!»